# Shams Pir
Shams Pir (en urdú, شمس پیر) és un poble insular prop de Karachi (Pakistan), al llarg de l'extrem occidental del port de Karachi, a prop de Kakapir.
S'administra com a part del districte de Karachi Occidental (Ddistricte Orangi). Aproximadament 5.000 persones viuen ara a l'illa. El poble està vorejat per espessos boscos de manglars que creixen al port.
Shams Pir rep el nom d'un Mazar (santuari) d'un sant anomenat Hazrat Sham Pir que es troba a l'illa. Shams Pir és un poble antic que, com les illes Baba i Bhit, és anterior a l'establiment formal de Karachi. Els residents de les illes Baba i Bhit van ajudar a establir Shams Pir. Durant l'època britànica, alguns residents de Mithadar i Kharadar es van establir a Shams Pir durant la construcció del port de Karachi. Alguns d'aquests residents es van traslladar més a l'oest i van establir el poble de pescadors de Kakapir.